# 帕諾維奇
49°11′1″N 24°58′6″E / 49.18361°N 24.96833°E
帕諾維奇（烏克蘭語：Пановичі），是烏克蘭的村落，位於該國西部捷爾諾波爾州，由捷尔诺波尔区負責管轄，面積4.07平方公里，海拔高度309米，2001年人口132，人口密度每平方公里32.4人。